# Chiesa armena di San Gregorio Illuminatore

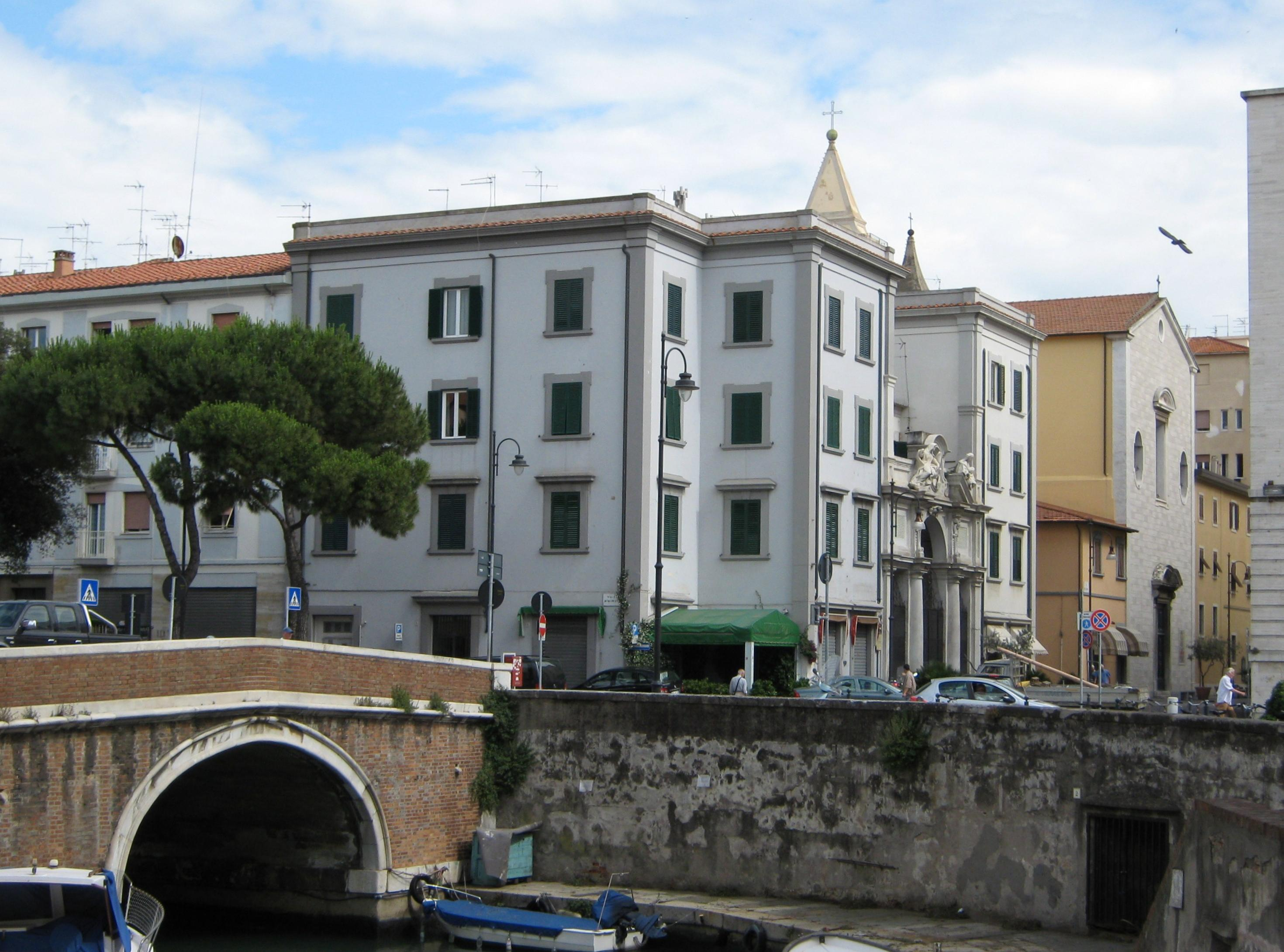
Scorcio dell'esterno con la facciata della chiesa della Madonna

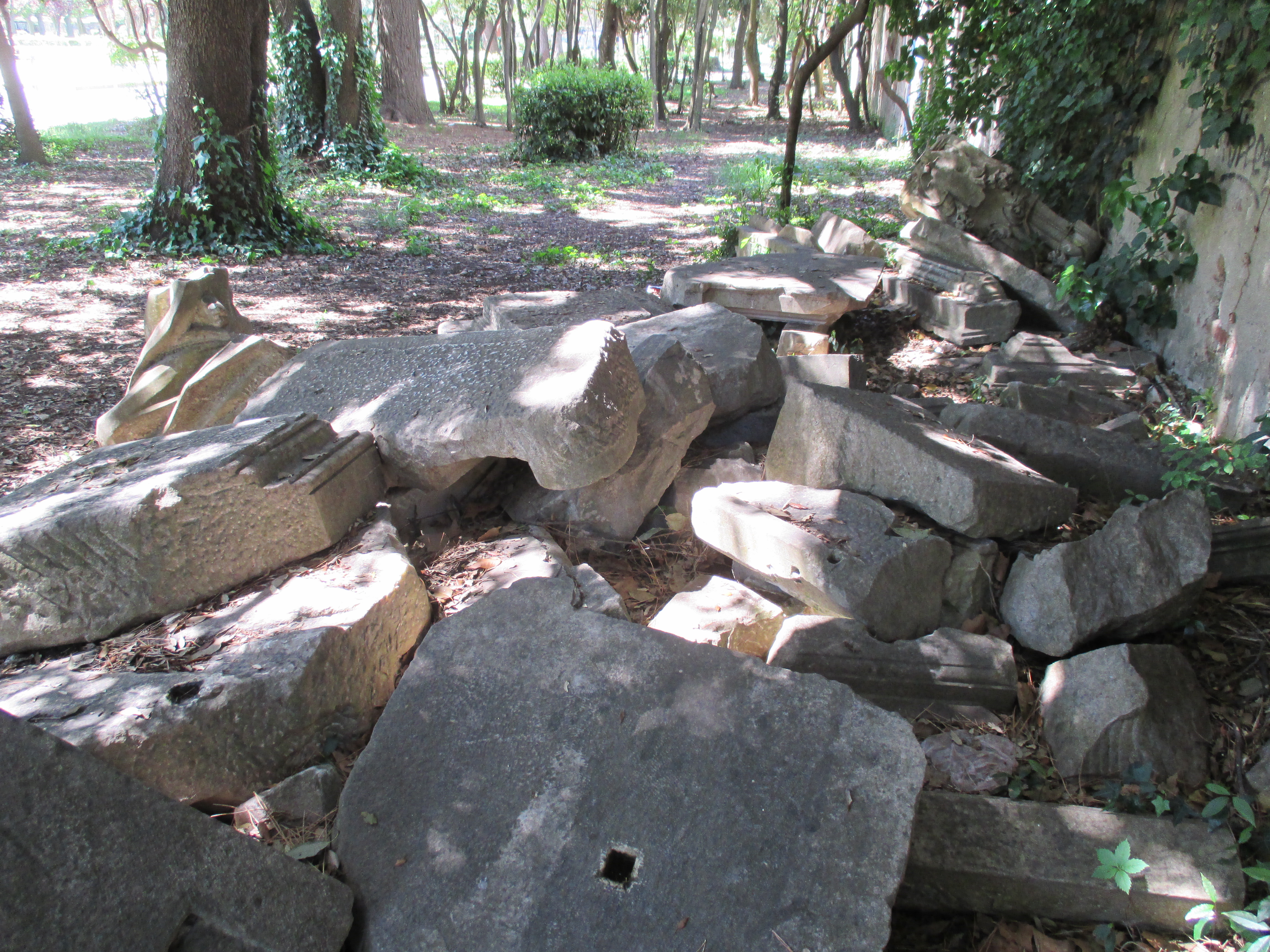
Marmi della chiesa abbandonati nel parco di villa Fabbricotti

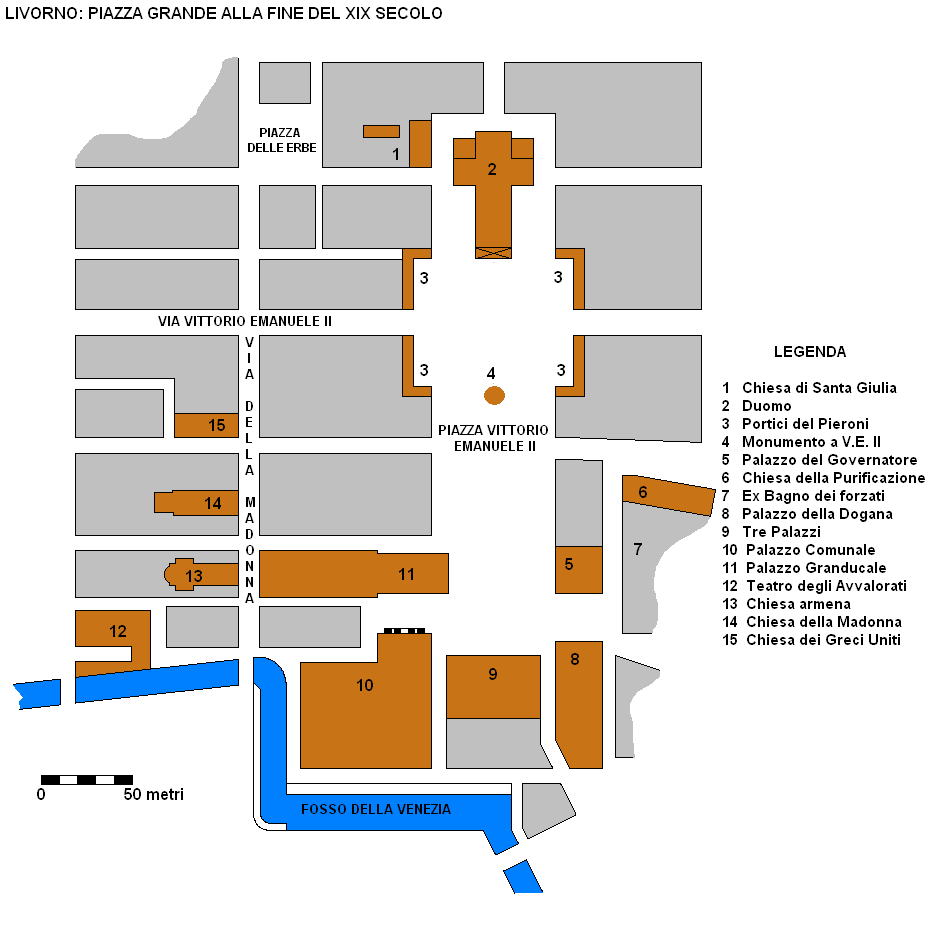
Il centro cittadino alla fine del XIX secolo con l'ubicazione della chiesa

La chiesa armena di San Gregorio Illuminatore era la chiesa cattolica della nazione armena di Livorno.
Distrutta dopo la seconda guerra mondiale, i resti della sola facciata, ancora proprietà del Patriarcato di Cilicia, si possono ammirare in via della Madonna, non distante dal tempio dei Greci Uniti e dalla chiesa della Madonna. Dal 27 settembre 2008 è sede di un centro interculturale.

## La chiesa

### Storia
Gli armeni, presenti a Livorno per le loro attività commerciali sin dal Seicento, ottennero il permesso di costruire una chiesa nazionale solo nel Settecento, dopo aver vinto le resistenze della Santa Sede. Quest'ultima infatti guardava con sospetto la concessione elargita alla comunità armena, temendo un radicamento delle posizioni gregoriane.
Probabilmente grazie al forte interessamento di Ferdinando, figlio di Cosimo III de' Medici e spesso erroneamente indicato come l'architetto della chiesa, il disegno esecutivo fu realizzato da Giovan Battista Foggini e affidato al provveditore della Fabbrica di Livorno Giovanni del Fantasia.
La scelta di Foggini, uno dei più importanti artisti dell'epoca, rivela non solo le ambizioni della committenza, ma anche la volontà, da parte del "gran principe" Ferdinando, di trasformare la via della Madonna in uno scenografico asse barocco rivolto verso il quartiere della Venezia Nuova; ciò trova conferma nel coevo rifacimento della facciata della chiesa della Santissima Annunziata, il cui disegno è stato attribuito dalla critica ancora alla mano di Foggini.
I lavori di San Gregorio cominciarono nel 1701 e furono conclusi pochi anni dopo. Tuttavia, a causa di un contenzioso tra la comunità e gli eredi del benefattore che aveva finanziato la costruzione, il tempio poté essere aperto solo all'inizio del 1714.
Importanti lavori di restauro si tennero comunque negli anni quaranta dell'Ottocento, quando l'interno della chiesa fu dotato di un apparato decorativo di gusto neoclassico.
Colpita duramente dai bombardamenti aerei della seconda guerra mondiale, la chiesa fu oggetto di furti, razzie e atti vandalici. Nel dopoguerra, venuta meno la comunità armena di Livorno, prevalse l'idea di ridurre il complesso ad una sorta di piccolo oratorio, demolendo gran parte dell'edificio, nonostante i danni riportati non fossero tali da decretarne l'abbattimento.

### Descrizione
Del luogo di culto a croce latina, con cupola all'intersezione del transetto con la navata, non restano altro che la facciata e alcuni marmi dell'interno, nel 2008 in parte ricollocati in ciò che rimane della chiesa e in parte ancora abbandonati nel parco di Villa Fabbricotti.
In realtà della facciata resta solo il portico d'ingresso, nel quale erano ospitate alcune sepolture e che precedeva l'ingresso vero e proprio: il portico, schermato da una maestosa cancellata (l'originale, sottratta intorno al 1945, è stata ricostruita nel 2008), è costituito da una serliana sormontata dalle sculture, opera di Andrea Vaccà, della Fede e della Carità che affiancano San Gregorio.
All'interno, ridotto solo ad un piccolo locale provvisto di appartamento al piano superiore, si trovavano opere del citato Vaccà e di Giovanni Baratta, oltre a dipinti che furono trafugati durante l'ultima guerra, come una tela di Alessandro Gherardini raffigurante l'Assunta.
Due statue di Paolo Emilio Demi, realizzate in occasione dei restauri ottocenteschi e sopravvissute ai saccheggi, furono trasferite nella chiesa di Santa Maria del Soccorso, assieme ad altre opere scultoree.

## Il cimitero degli Armeni
Oggi scomparso, fu edificato nella seconda metà del Settecento lungo l'attuale via Provinciale Pisana, quando furono interdette le sepolture nella chiesa di San Gregorio; fu chiuso nel 1875 a seguito dell'espansione urbana dei sobborghi di Livorno. Qui si trovava ad esempio la tomba di Gregorio Sceriman, artista e letterato, alla cui famiglia è legato il nome della villa omonima (poi Rodocanacchi) sulle colline intorno alla città. Il cimitero fu venduto, smantellato e lottizzato dopo la prima guerra mondiale, a seguito del declino della comunità.